# Pío X
Pío X (en latín: Pius PP. X), de nombre secular Giuseppe Melchiorre Sarto (Riese, 2 de junio de 1835-Roma, 20 de agosto de 1914) fue el 257.º papa de la Iglesia católica desde el 4 de agosto de 1903 hasta su muerte en 1914.
Es principalmente recordado por su fuerte oposición al modernismo teológico y por dirigir la primera codificación del derecho canónico de la historia de la Iglesia católica, que fue publicada en 1917.

## Biografía

### Orígenes

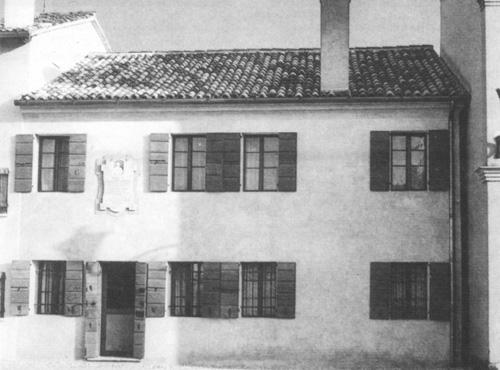
Casa natal de Giuseppe Sarto en Riese, fotografía de 1903

Giuseppe Melchiorre Sarto fue el segundo de los diez hijos que tuvo el matrimonio de Giovanni Battista Sarto (1792-1852) —cartero de profesión— y Margarita Sansoni, costurera (1813-1894). 
Nacido el 2 de junio de 1835 en la localidad de Riese, fue bautizado al día siguiente ya que, aunque eran humildes, sus padres valoraban la instrucción.

### Estudios y actividades previas
Realizó sus estudios primarios en la escuela de su pueblo natal, recibiendo sus primeras lecciones de latín del párroco de esta. En 1846 comenzó la segunda enseñanza en el Liceo Classico de Castelfranco Véneto. El 20 de septiembre de 1850 fue tonsurado por el obispo de Treviso, quien le concedió una beca ese mismo año para ingresar en el seminario de Padua. 

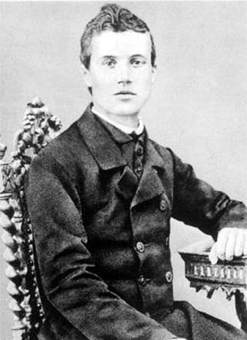
Giuseppe Sarto de joven

El 22 de diciembre de 1851 y el 6 de junio de 1857 recibió las órdenes menores; el 19 de septiembre de 1857, el subdiaconado; el 27 de febrero de 1858, el diaconado. El 18 de septiembre de este mismo año fue ordenado sacerdote en Castelfranco Véneto por Giovanni Antonio Farina, obispo de Treviso. Fue párroco de Tombolo, Treviso, hasta 1867, cuando fue nombrado arcipreste de Salzano y canónigo de la catedral de Treviso. Desde 1875 fue rector del seminario conciliar de esta ciudad, y en 1879 lo nombraron director espiritual del mismo y también canciller de la curia episcopal trevisana, examinador prosinodial y vicario capitular.

### Episcopado

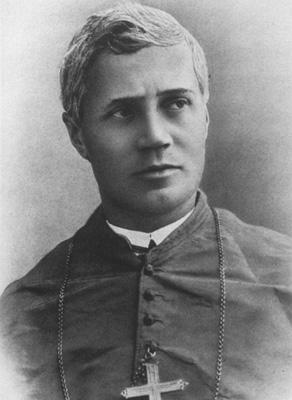
Retrato de Sarto durante su época como obispo de Mantua, c. 1884

El 10 de noviembre de 1884 el papa León XIII lo nombra obispo de Mantua y diez días después, es consagrado por el cardenal Parocchi, vicario general de Roma. 
En 1891, el papa León XIII lo nombró «asistente al Trono pontificio».

### Cardenalato

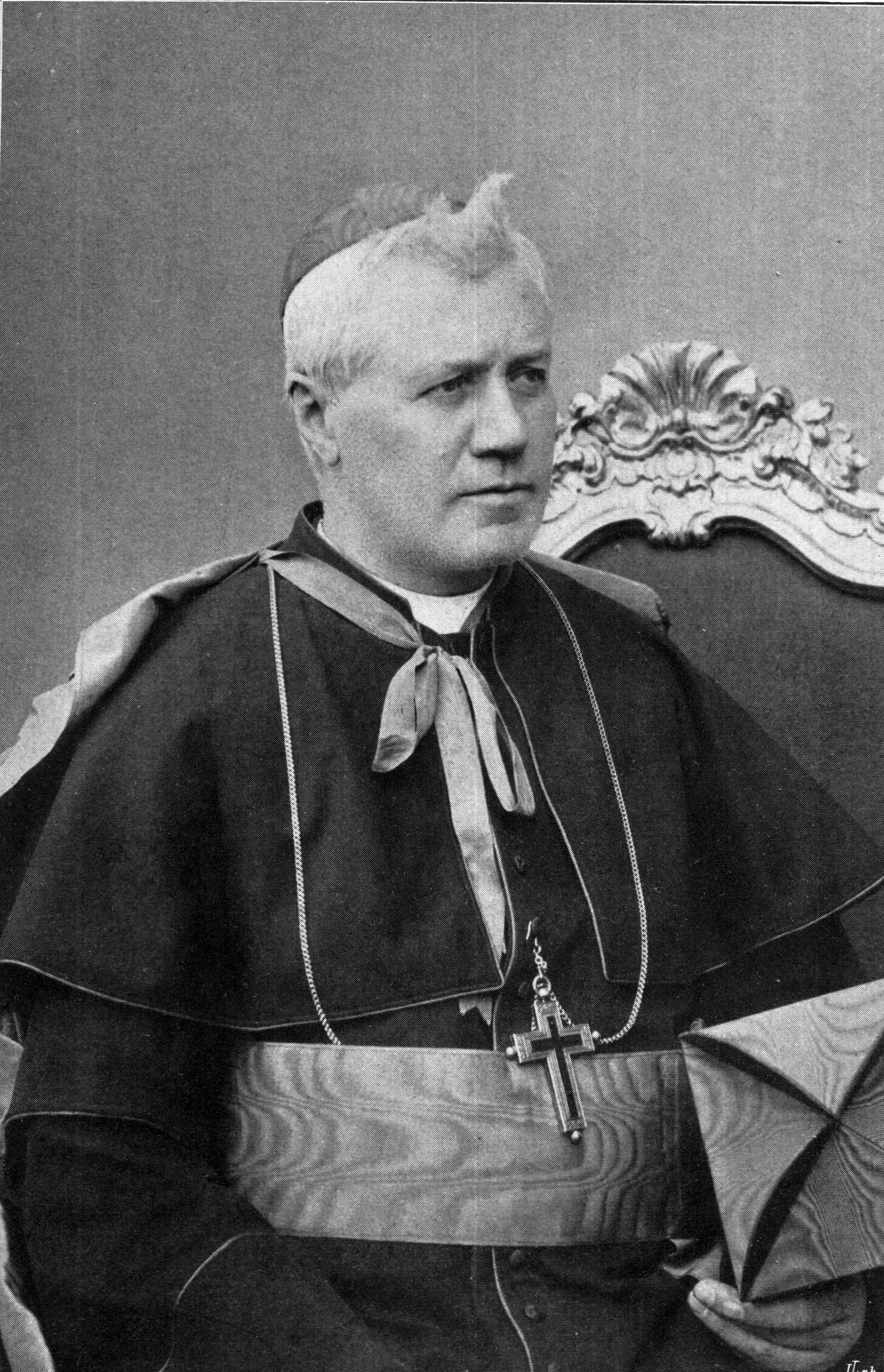
El cardenal Sarto, patriarca de Venecia, en 1900

En el Consistorio del 12 de junio de 1893, fue creado cardenal presbítero del título de San Bernardo en las Termas. Tres días después, fue promovido a patriarca de Venecia; una vez nombrado, la toma de posesión se retrasó dado que el Gobierno italiano, que tenía derecho a proponer al patriarca, no aprobó esta designación, debiendo esperar dieciséis meses para hacer efectiva la toma de posesión de su sede en el Patriarcado de Venecia.

### Elección papal

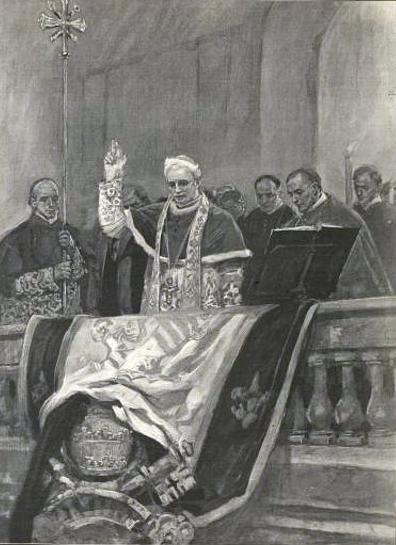
Primera bendición de Pío X, luego de su elección, 4 de agosto de 1903

El cónclave reunido a la muerte de León XIII duró cuatro días y fueron necesarias siete votaciones para llegar a un acuerdo. El cardenal Sarto fue elegido papa el 4 de agosto de 1903 por 50 votos frente a 10, de un total de 62 cardenales electores. Dos días antes Jan Puzyna de Kosielsko, cardenal del título de Ss. Vitale, Gervasio e Protasio y príncipe-arzobispo de Cracovia, había presentado en el cónclave el veto de Francisco José I, emperador de Austria-Hungría, a la elección de Mariano Rampolla del Tindaro, cardenal del Título de Santa Cecilia que había sido secretario de Estado de León XIII y que gozaba de las preferencias de los reunidos. Hubo tímidas protestas de la mayoría del cónclave por esa intromisión y el cardenal Rampolla se negó a retirar su candidatura, aunque iría perdiendo votos progresivamente en favor de Sarto. Pío X fue coronado papa el 9 de agosto siguiente en la basílica de San Pedro por el cardenal Luigi Macchi, cardenal protodiácono de Santa Maria in Via Lata.

### Papado

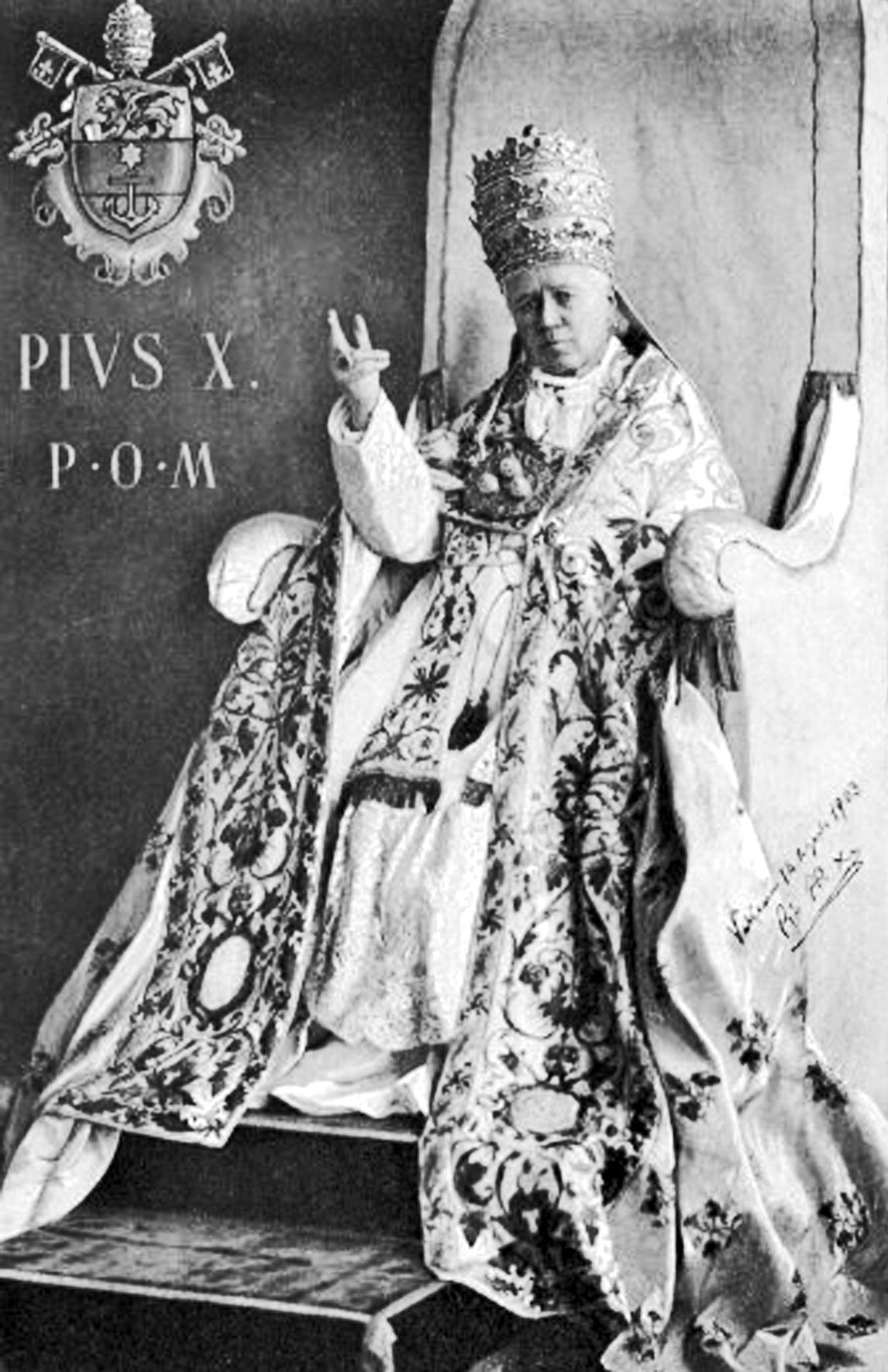
Fotografía oficial de Pío X, realizada tras su coronación, 9 de agosto de 1903

Pio X gobernó la Iglesia católica con mano firme en una época en que esta se enfrentaba a un laicismo muy fuerte en todo el mundo, así como a numerosas tendencias del modernismo en los campos de los estudios bíblicos y la teología. El nuevo papa desconfiaba de las tendencias progresistas y se apartó conscientemente de la línea más aperturista seguida por su predecesor León XIII. De hecho Pío X creía necesaria una reacción, adoptando desde el principio una actitud de retirada y de «defensa católica»; esto le llevó a reivindicar para la Iglesia una independencia plena respecto al poder civil, y a recelar abiertamente de la democracia cristiana y evitando "compromisos" con grupos o gobiernos no católicos en partidos políticos, sindicatos, o instituciones académicas, que solamente podían definirse claramente como católicas o no.
Introdujo algunas reformas en la liturgia. Permitió la práctica de la comunión frecuente y fomentó el acceso de los niños a la Eucaristía. Promovió mucho el estudio del catecismo y encomendó al canonista Pietro Gasparri la confección del Código de Derecho Canónico (Codex Iuris Canonici) para reunir y unificar la legislación eclesiástica, hasta entonces dispersa.
El 20 de enero de 1904 había promulgado la constitución apostólica Commissum Nobis por la que se prohibían los vetos a la elección papal basados en el derecho de Ius exclusivae por parte de los estados gobernados por monarcas católicos y que disponían de él como privilegio histórico (caso de España, Francia y Austria). En este mismo año había relativizado el Non Expedit de Pío IX, con lo que se entreabría la puerta a la participación de los católicos italianos en los asuntos públicos de su país. Dentro de su esfuerzo en oponerse al laicismo, promovió la Neoescolástica basada en una actualización de la filosofía de Tomás de Aquino. 
En 1905 denunció el Concordato que, bajo las condiciones draconianas impuestas por Napoleón, había firmado en 1801 la Santa Sede con Francia. Con esta denuncia el papado alcanzaba la total libertad de nombramiento de obispos en Francia, libertad de la cual, a pesar de los diversos regímenes que se habían sucedido en este país, en realidad jamás había gozado.

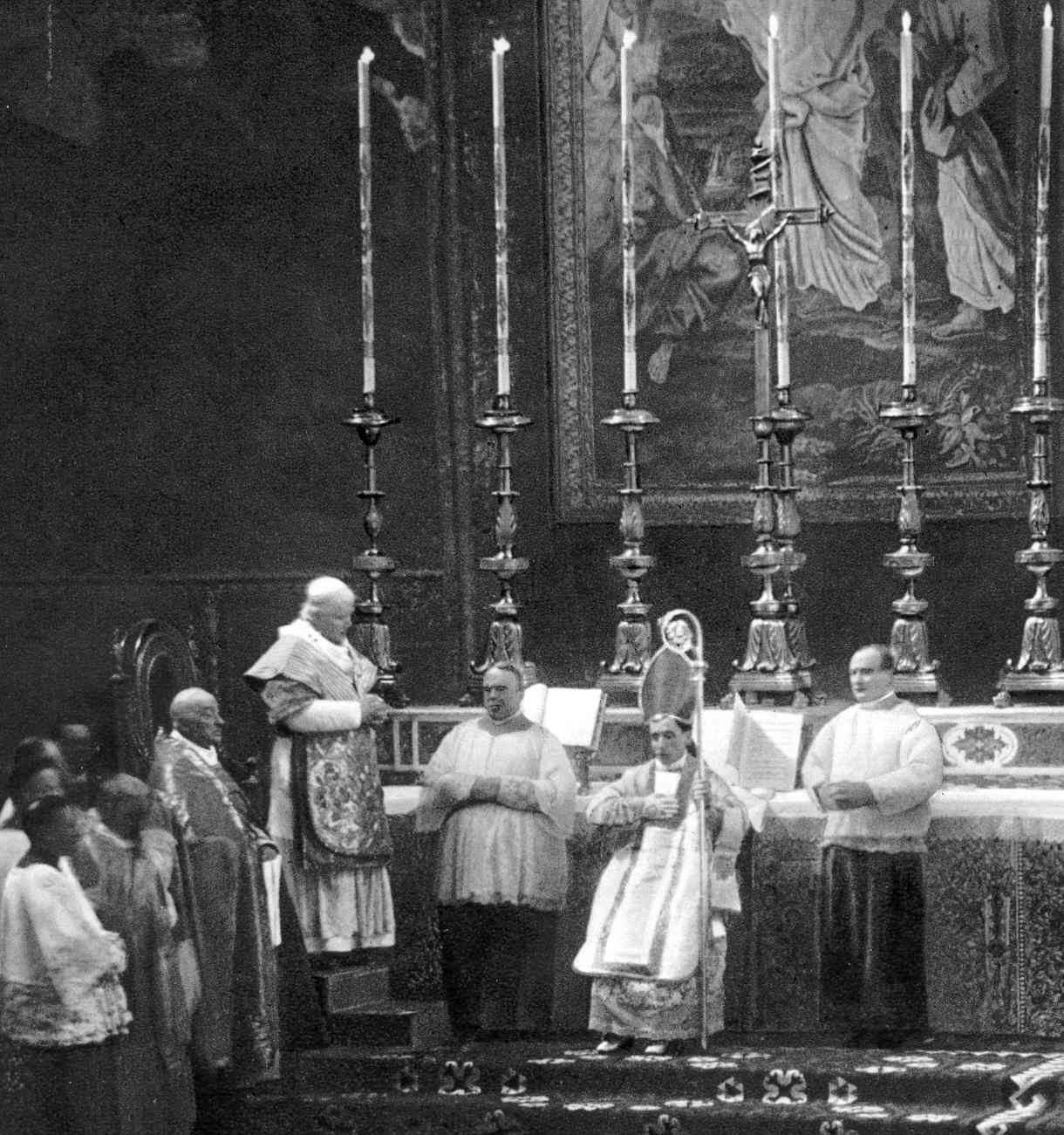
Pío X (izq.) junto con el cardenal Giacomo della Chiesa (centro), durante la consagración de este último como arzobispo de Bolonia en la basílica de San Pedro, 18 de diciembre de 1907

En julio de 1908, culminó la reorganización de la Curia romana con la aparición de tres decretos mediante los que se modificaron y sistematizaron de manera más racional las atribuciones de las congregaciones romanas, adaptando así la administración eclesiástica a las tareas que trajo consigo una centralización en constante aumento desde mediados del siglo XIX.
Su relación con las iglesias ortodoxas y católicas orientales, marcada por la falta de preparación del pontífice y sus nuevos colaboradores al respecto, ha sido calificada como «época de transición». El decreto papal Tradita ab antiquis del 14 de septiembre de 1912 —que permitía a los católicos orientales asistir a los oficios según los ritos latinos— materializó el retroceso del interés orientalizante y unionista de su predecesor León XIII, retomado más tarde por su sucesor Benedicto XV.

### Milagros en vida

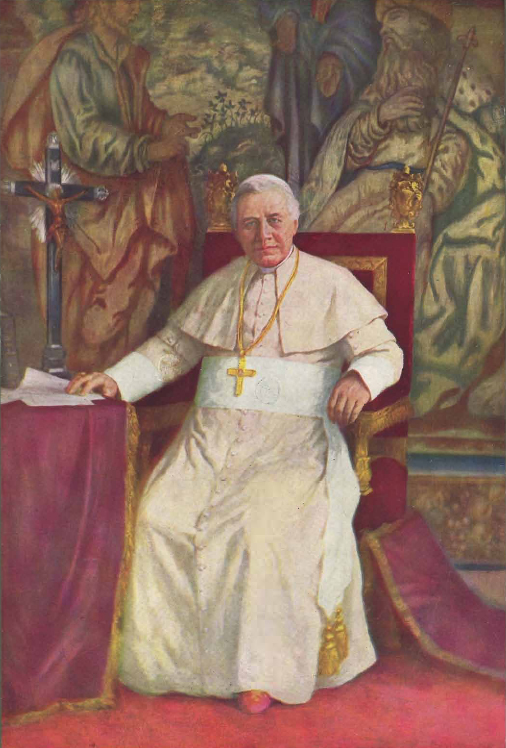
Retrato de Pío X por Pedro Subercaseaux, hacia 1903

Pío X tiene la peculiaridad de ser el papa más reciente al que se le ha adjudicado la capacidad de realizar milagros durante su pontificado, como la curación a través de la imposición de manos y el ver el alma de las personas.Aparentemente, él era consciente de esta fama, aunque nunca afirmó explícitamente el poder realizar tales milagros.
En una de las historias más difundidas, supuestamente, durante una audiencia papal, Pío X sostenía en sus brazos a un niño paralítico que al soltarlo empezó a correr por la habitación. En otra ocasión, una pareja (que se había confesado con él mientras era obispo de Mantua) con un niño de dos años con meningitis le escribieron, y Pío X les respondió que tuvieran esperanza y rezaran. Dos días después, el niño se curó.
El cardenal Ernesto Ruffini (más tarde arzobispo de Palermo) visitó al Papa después de ser diagnosticado con tuberculosis. Pío X le había dicho que volviera al seminario y se solucionaría. Días después, se curó sin explicación. Ruffini contó esta historia a los investigadores durante la recopilación de testimonios para la causa de canonización del pontífice.
En cierta ocasión, un hombre que sufría de un brazo paralizado le rogó a Pío X que lo ayudara. Tomándole el brazo con la mano, el papa simplemente le dijo: "Ten confianza en el Señor... sólo ten fe y el Señor te sanará". En ese momento, el hombre pudo mover el brazo y llamó alegremente al papa, quien simplemente se puso un dedo sobre los labios para no llamar la atención sobre lo que había sucedido, indicándole que simplemente se callara. Otro caso fue el de una niña irlandesa cubierta de llagas que fue llevada por su madre a ver al papa. Cuando Pío X la vio, puso su mano sobre la cabeza y las llagas desaparecieron por completo. Otro caso fue el de una colegiala romana que contrajo una grave enfermedad en el pie que la dejó lisiada desde que tenía un año. A través de una amiga logró adquirir uno de los calcetines del Pío X y le dijeron que se curaría si se lo ponía, lo cual hizo. En el momento en que se puso el calcetín, el pie enfermo se curó instantáneamente. Cuando Pío X se enteró de esto, se rio y dijo: “¡Qué broma! ¡Yo uso mis propios calcetines todos los días y aún así sufro de constantes dolores en los pies!”

### Muerte

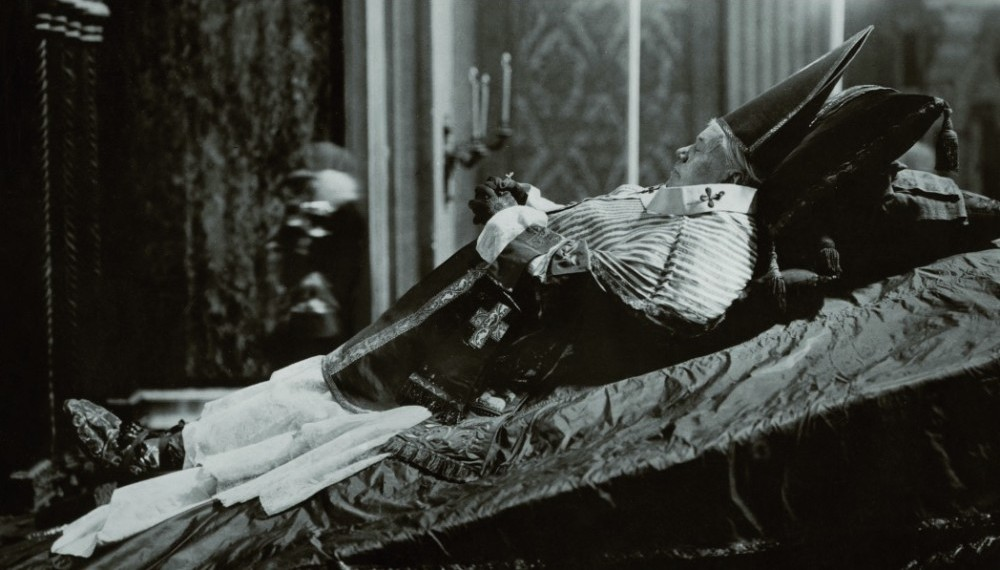
Funeral del papa Pío X en la basílica de San Pedro, 21 de agosto de 1914

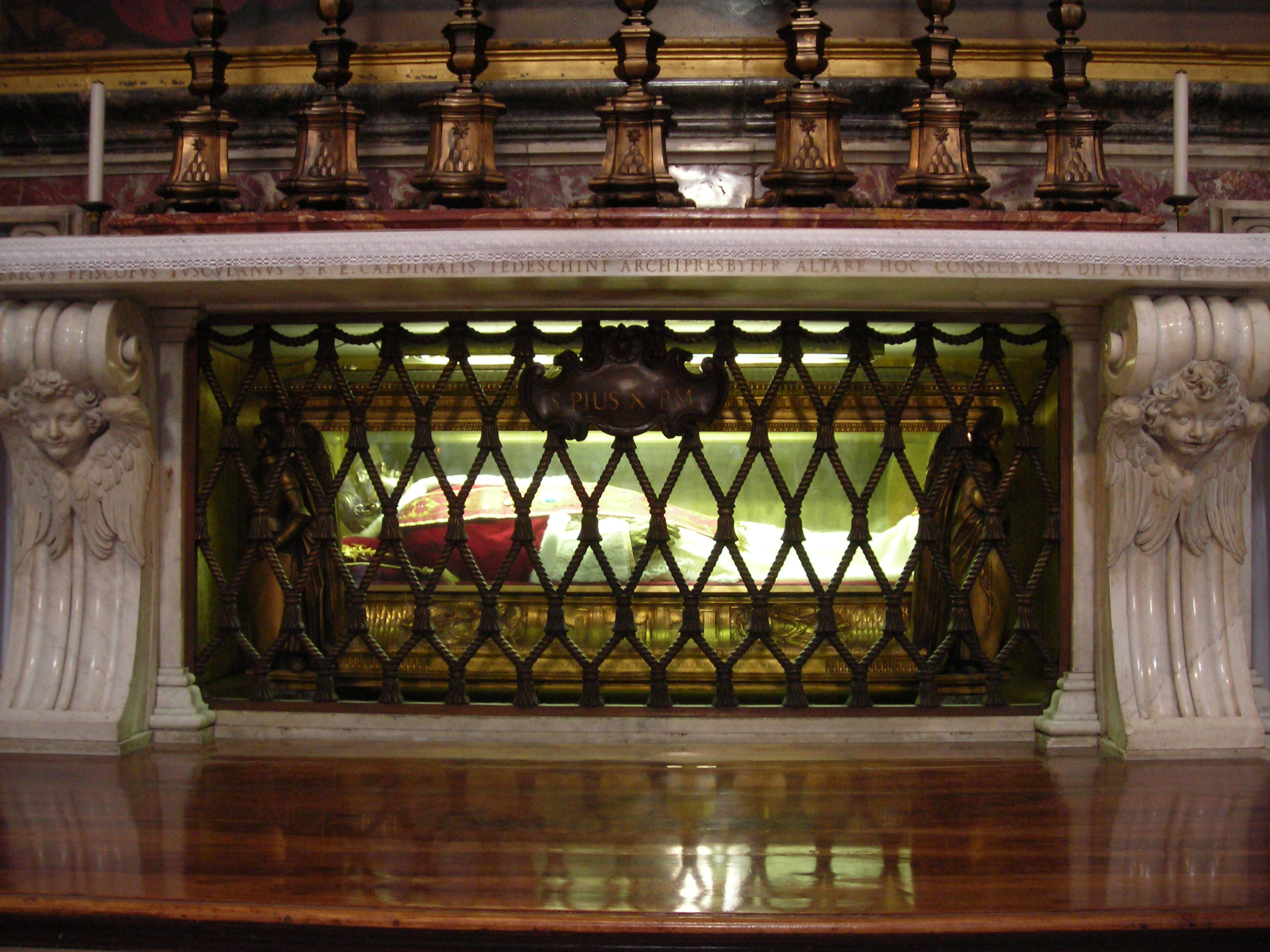
Tumba de Pío X en la capilla de la Presentación del Vaticano

Pío X falleció en el Palacio Apostólico de Roma el 20 de agosto de 1914, a los 79 años de edad, a causa de un infarto agudo de miocardio.
Coincidentemente, el mismo día de su deceso ocurrió el del 25.º superior general de la Compañía de Jesús, Franz Xaver Wernz.
Fue enterrado en las grutas vaticanas, donde permanecieron sus restos hasta que, en 1951, fueron trasladados al altar de la capilla de la Presentación de la basílica vaticana, donde están expuestos a la veneración de los fieles. En su epitafio se lee: Su tiara estaba formada por tres coronas: pobreza, humildad y bondad.

### Beatificación y canonización
Pío X fue beatificado el 3 de junio de 1951, y canonizado el 3 de septiembre de 1954, en ambas oportunidades por el papa Pío XII.
El 19 de mayo de 1944, los restos mortales de Pío X fueron exhumados y expuestos para veneración pública en la Capilla de la Santa Cruz de la Basílica de San Pedro. Del reconocimiento canónico resultó su estado de completa incorrupción, treinta años después de su muerte y aunque el sumo pontífice había manifestado su voluntad de que no fueran sometidos a procesos de embalsamamiento. Los cardenales Alfredo Ottaviani y Nicola Canali fueron testigos de este hecho.
La Fraternidad Sacerdotal San Pío X, fundada por el arzobispo Lefebvre, organización católica tradicionalista, lleva su nombre y se halla bajo su patronazgo.

## Documentos

### Encíclicas
- E Supremi, expone el lema de su pontificado: instaurar todas las cosas en Cristo (4 de octubre de 1903)
- Ad diem illum laetissimum, conmemoración del quincuagésimo aniversario de la proclamación del dogma de la Inmaculada concepción por el beato Pío IX (2 de febrero de 1904)
- Iucunda sane, conmemoración del XIII centenario del papa san Gregorio I el Grande (12 de marzo de 1904)
- Acerbo nimis, sobre la enseñanza de la doctrina cristiana (15 de abril de 1905)
- Il fermo proposito, institución y desarrollo de la "Acción Católica" en Italia (11 de junio de 1905)
- Vehementer Nos, al pueblo francés, por la situación del catolicismo en su país (11 de febrero de 1906)
- Tribus circiter, condena de la pseudo-orden de los "Mariavitas" en Polonia (5 de abril de 1906)
- Pieni l'animo, sobre la situación del clero en Italia (28 de julio de 1906)
- Gravissimo officii munere sobre las asociaciones cátólicas en Francia (10 de agosto de 1906)
- Une fois encore, sobre la situación de la Iglesia católica en Francia (6 de enero de 1907)
- Pascendi Dominici gregis, contra los errores del Modernismo (8 de septiembre de 1907)
- Communium rerum, sobre san Anselmo de Aosta (21 de abril de 1909)
- Editae saepe, sobre san Carlos Borromeo (26 de mayo de 1910)
- Notre charge apostolique, contra 'Le Sillon' movement de Marc Sangnier (10 de agosto de 1910)
- Iamdudum, sobre la "Ley de separación" de Portugal 24 de mayo de 1911)
- Lacrimabili statu, sobre la situación de los indígenas en Sudamérica (7 de junio de 1912)
- Singulari quadam, sobre las organizaciones sindicales de los trabajadores (24 de septiembre de 1912)

### Constituciones apostólicas
- Commissum nobis, por la que se reserva el derecho de elección papal al Sacro Colegio Cardenalicio sin injerencia alguna de poderes externos (20 de enero de 1904).

### Exhortaciones apostólicas
- Haerent animo, dirigida al clero católico, con motivo de los 50 años de sacerdocio del papa (4 de agosto de 1908).[20]

### Motu proprio
- Tra le sollecitudini, sobre la música sacra (22 de noviembre de 1903).[21]
- Sacrorum antistitum, juramento antimodernista (1 de septiembre de 1910) que debía ser pronunciado por clérigos y profesores de teología.[22]

## En la cultura popular

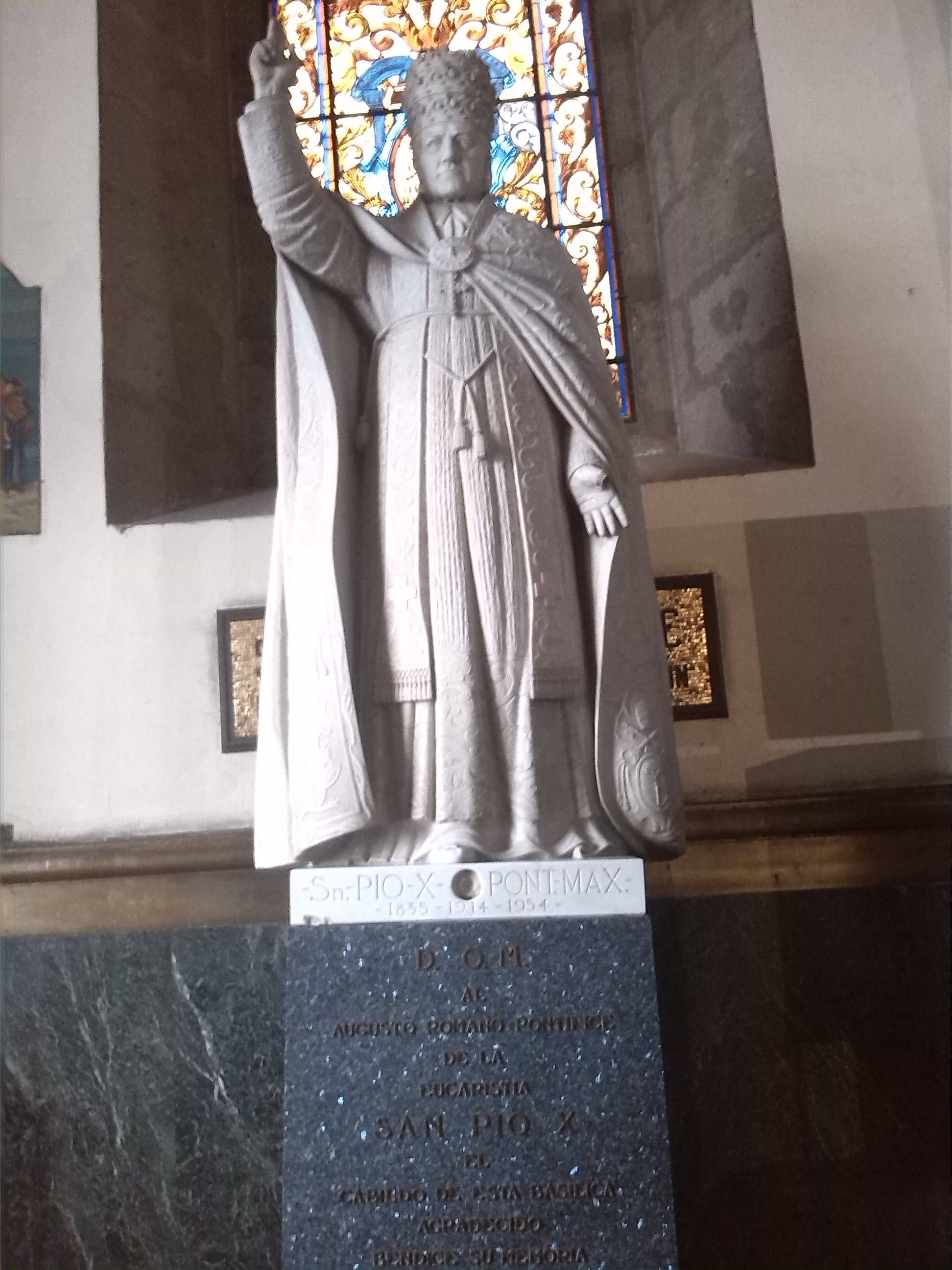
Monumento a Pío X en México

El papa Pío X fue interpretado por el actor Enrico Vidon en la película Gli uomini non guardano il cielo (Los hombres no miran al cielo) en un filme que retrata gran parte de su vida, su elección y ascenso al trono pontificio, sus ideas durante este y finalmente su muerte, la cual tuvo lugar en medio de su gran preocupación por la guerra, que se inició apenas unas semanas antes de su muerte. El último loop de la película muestra su antiguo sepulcro antes de su exhumación y traslado a la basílica de San Pedro, donde está expuesto a la veneración.